# National Anthem (Film)
National Anthem ist ein Filmdrama von Luke Gilford, das im März 2023 beim South by Southwest Film Festival seine Premiere feierte. Der US-Kinostart des Films mit Charlie Plummer, Eve Lindley und Robyn Lively in den Hauptrollen erfolgte im Juli 2024.

## Handlung
Dylan lebt im ländlichen New Mexico und hält sich mit Gelegenheitsjobs auf dem Bau über Wasser, um seinen kleinen Bruder Cassidy und ihre alkoholkranke Mutter Fiona zu unterstützen. Ansonsten lebt er zurückgezogen und erfüllt seine alltäglichen Pflichten.
Als der 21-Jährige einen Job im House of Splendor annimmt, einem Gehöft, das von einer Gruppe queerer Rodeo-Reiter und Viehzüchter gegründet wurde, stößt er auf eine Community, in der es ihm möglich ist, sich selbst neu zu entdecken.

## Produktion

### Regie und Biografisches
„Als jemand, der mit Transsexuellen zusammenlebte, verstehe ich, dass viele Transsexuelle nicht ständig darüber reden wollen, transsexuell zu sein.“

Regie führte Luke Gilford. Bei National Anthem handelt es sich nach einigen Musikvideos für Künstler wie Troye Sivan, Adam Lambert, Demi Lovato, Kesha und Christina Aguilera und mehreren Kurzfilmen um Gilfords Spielfilmdebüt. Er wuchs in Colorado auf. Sein Vater war Mitglied der Professional Rodeo Cowboys Association, weshalb Gilford seine prägenden Jahre mit Rodeo verbrachte, das oft mit Konservatismus und Homophobie in Verbindung gebracht wird. Erst im Jahr 2016, als er die International Gay Rodeo Association (IGRA) entdeckte, begann er sich selbst als Teil einer Rodeo-Familie zu sehen. Die IGRA ist die Organisationsorganisation für die LGBTQ+-Cowboy- und Cowgirl-Community in Nordamerika und bietet einen sicheren Raum ohne Diskriminierung wegen Rasse oder Geschlechteridentität. Mit seinem Film wollte Gilford dem Archetypen des Cowboys, des dominanten und gewalttätigen Mannes, mit Dylan jemanden gegenüberstellen, der verletzlich, weich und liebevoll ist, aber auch auf einem Bullen reiten kann, und ganz allgemein Charaktere zeigen, die komplex und nuanciert sind.

### Gilfords Fotoprojekt
Nach seiner Rückkehr zum Rodeo dokumentierte Gilford fast vier Jahre lang während einer Reise durch Texas, New Mexico, Arizona, Colorado und Kalifornien das queere Leben auf dem Land. Er verwendete eine Mittelformatkamera und entwickelte die Aufnahmen händisch in einer Dunkelkammer. Im Jahr 2020 veröffentlichte er ebenfalls unter dem Titel National Anthem bei Damiani eine Monografie mit seiner Arbeit, die Texte von ihm selbst, Mary L. Gray, Janet Mock, Matthew Riemer & Leighton Brown und Drew Sawyer beinhaltet. Im Juli und August 2022 wurde seine Arbeit in The SN37 Gallery in Manhattans Hafengegend Seaport ausgestellt. Gilford zeigt auf den Bildern nicht nur das Rodeoreiten selbst, sondern auch die Prellungen, die zerrissene Kleidung und die gelegentlichen Knochenbrüche, die hierbei an der Tagesordnung sind. Das Fotoprojekt stellt die Grundlage für Gilfords Film dar, für den er zusammen mit David Largman Murray und Kevin Best das Drehbuch schrieb.

### Besetzung und Dreharbeiten
Charlie Plummer, der durch die Hauptrolle in Andrew Haighs Filmdrama Lean on Pete bekannt wurde, spielt den Bauarbeiter Dylan. Joey DeLeon spielt dessen Bruder Cassidy, Robyn Lively ihre Mutter Fiona und Kimberley Christann Pember deren Freundin. Rene Rosado spielt den Rancher Pepe, Eve Lindley dessen Trans-Freundin Sky und Mason Alexander Park die nichtbinäre Carrie.
Die Dreharbeiten fanden im Jahr 2023 in Kalifornien und New Mexico statt, wo man überwiegend in Belen drehte. Als Kamerafrau fungierte Kate Arizmendi.

### Filmmusik und Veröffentlichung

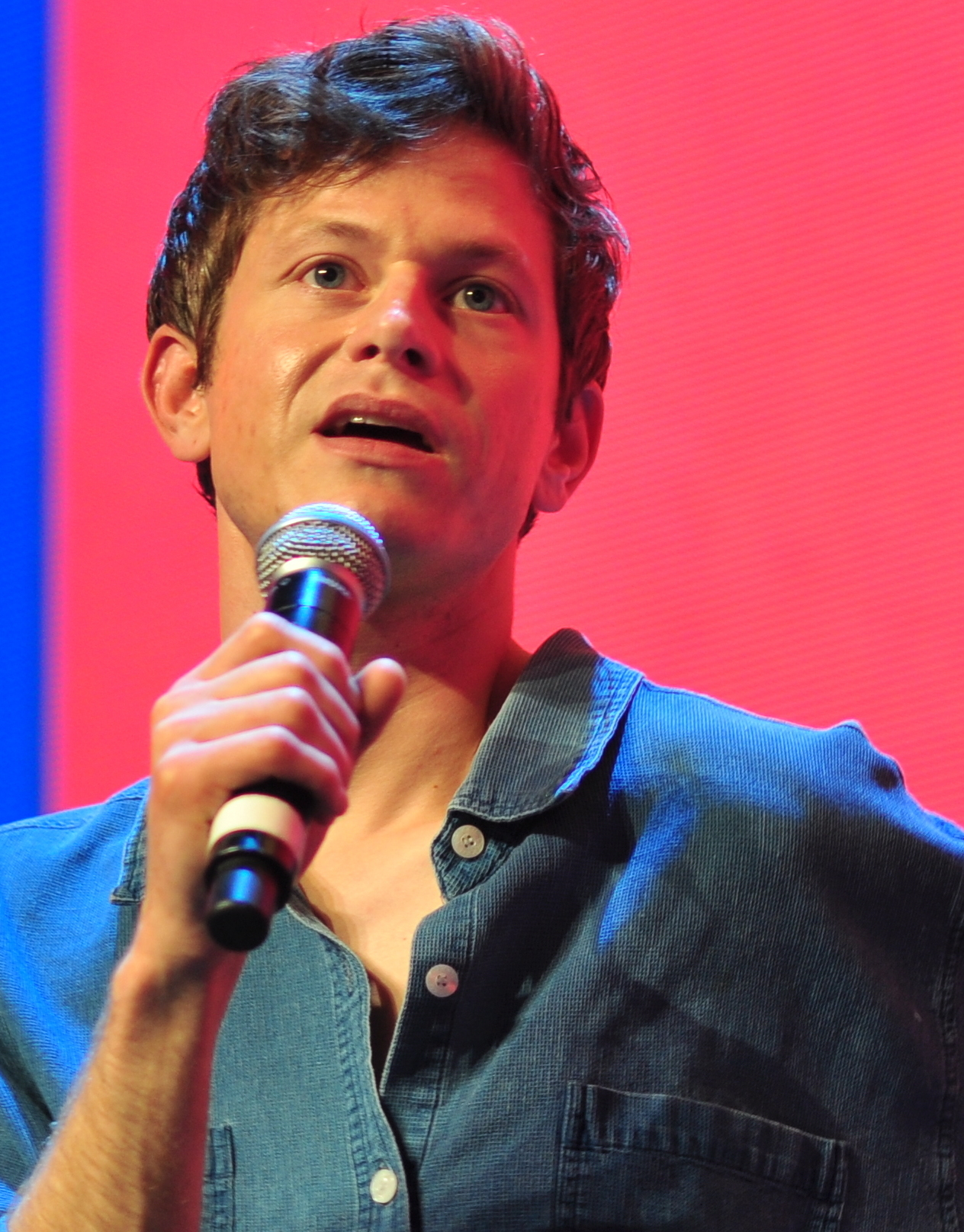
Der Singer-Songwriter Perfume Genius

Die Filmmusik steuerten der Singer-Songwriter Perfume Genius und Nick Urata bei. Am Ende des Films wird die für Gilfords Monografie titelgebende „National Anthem“ auch musikalisch aufgegriffen, als der Singer-Songwriter D’Angelo Lacy bei einer Travestieshow vor einer Gruppe von Queer-Rodeo-Teilnehmern und Zuschauern die US-amerikanische Nationalhymne The Star-Spangled Banner A-cappella singt. Das Soundtrack-Album mit insgesamt 14 Musikstücken, auf dem neben Perfume Genius’ Songs die Musik von Urata enthalten ist, wurde im Juli 2024 von House of Splendor als Download veröffentlicht.
Die Premiere des Films erfolgte am 10. März 2023 beim South by Southwest Film Festival. Im September 2023 wurde er beim Toronto International Film Festival und im Oktober 2023 beim New York LGBTQ+ Film Festival NewFest vorgestellt. Anfang Mai 2024 wurde er beim Chicago Critics Film Festival gezeigt.  Im Juni 2024 wird er beim San Francisco International LGBTQ+ Film Festival gezeigt und Ende Juni 2024 als Abschlussfilm des Raindance Filmfestivals. LD Entertainment arbeitet mit Variance Films für den Vertrieb zusammen. Der US-Kinostart war am 12. Juli 2024. Im Februar 2025 sind Vorstellungen beim Madi Gras Film Festival geplant.

## Rezeption

### Kritiken
Von den bei Rotten Tomatoes aufgeführten Kritiken sind 92 Prozent positiv bei einer durchschnittlichen Bewertung mit 7,5 von 10 möglichen Punkten. Bei Metacritic erhielt der Film einen Metascore von 73 von 100 möglichen Punkten.
David Rooney von The Hollywood Reporter schreibt, die Natürlichkeit der Schauspieler und insbesondere die Seelenfülle, die Charlie Plummer und Eve Lindley den Hauptfiguren verleihen, würden eine unterhaltsame, sexpositive Geschichte der persönlichen Emanzipation in einem queeren ländlichen Paradies ergeben. Auch wenn man den Drehbuchautoren vorwerfen könne, diesen idealisierten Mikrokosmos durch die rosarote Brille zu betrachten, habe die fröhliche Spontaneität, mit der beispielsweise Dylans Bruder Cassidy auf die ungewohnte, aber anregende Umgebung und ihre alles akzeptierenden Bewohner reagiert, etwas Entwaffnendes, so Rooney weiter. Auch Dylans plötzliches Selbstvertrauen auf der Bühne, als er mit einer extrem sexy Interpretation von Melissa Etheridges I'm the Only One sein Drag-Debüt gibt, stimme psychologisch nicht mit der ursprünglich präsentierten Figur überein, doch die Idee des Films, in einer nicht wertenden, queeren Familie Freiheit, Selbsterkenntnis und ein neu entdecktes Zugehörigkeitsgefühl zu finden, sei schwer zu widerstehen.

### Auszeichnungen
Dorian Awards 2025
- Nominierung als Bester übersehener LGBTQ-Film[21]

Independent Spirit Awards 2025
- Nominierung als Bester Nachwuchs (Mason Alexander Park)[22]

Raindance Filmfestival 2024
- Auszeichnung für das Beste Regiedebüt in der Sektion Discovery (Luke Gilford)[23]

San Francisco International LGBTQ+ Film Festival 2024
- Auszeichnung als Bester Debütfilm[24]